# Liste der Stolpersteine in Berlin-Adlershof
Die Liste der Stolpersteine in Berlin-Adlershof enthält die Stolpersteine im Berliner Ortsteil Adlershof im Bezirk Treptow-Köpenick, die an das Schicksal der Menschen erinnern, die im Nationalsozialismus ermordet, deportiert, vertrieben oder in den Suizid getrieben wurden. Die Spalten der Tabelle sind selbsterklärend. Die Tabelle erfasst insgesamt acht Stolpersteine und ist teilweise sortierbar; die Grundsortierung erfolgt alphabetisch nach dem Familiennamen.
| Bild | Name             | Standort                                                    |      | Verlegedatum  | Leben |
| ---- | ---------------- | ----------------------------------------------------------- | ---- | ------------- | --- |
|      | Marta Baerwald   | Dörpfeldstraße 23 (ehem. Bismarckstraße 6)                  | Lage | 7. Juni 2005  | Marta Baerwald wurde am 23. März 1871 in Grünberg (Schlesien) als Margarethe Grünwald geboren. Sie wurde mit ihrem Mann Wilhelm Baerwald am 14. September 1942 aus der Charlottenburger Sybelstraße 12 mit dem 2. Großen Alterstransport nach Theresienstadt deportiert und dort am 6. März 1943 ermordet. Auf dem Stolperstein ist der falsche Name Margarethe vermerkt. |
|      | Wilhelm Baerwald | Dörpfeldstraße 23 (ehem. Bismarckstraße 6)                  | Lage | 7. Juni 2005  | Wilhelm Baerwald wurde am 23. März 1867 in Nakel geboren. Aus der Liste der wahlberechtigten Gemeindemitglieder der Synagogengemeinde Köpenick geht hervor, dass Wilhelm Baerwald 1890 gemeinsam mit seiner Frau Margarethe Baerwald in der Bismarckstraße 7 wohnte, die beiden betrieben in der Bismarckstraße 6 bis 1934 ein Geschäft für Kurz- und Weißwaren und Herrenartikel. Es erfolgte ein (sehr wahrscheinlich zwangsweiser) Umzug nach Charlottenburg in die Sybelstraße 12, im Mai 1939 zur Volkszählung wohnten die beiden dort. Wilhelm wurde mit seiner Frau Marta Baerwald am 14. September 1942 mit dem 2. Großen Alterstransport nach Theresienstadt deportiert und dort am 30. Mai 1943 ermordet. |
|      | Clara Fichtmann  | Albert-Einstein-Straße 15 (ehem. Kolonie an den Wiesen 237) | Lage | 2005          | Clara Fichtmann wurde am 6. April 1877 in Neudorf als Clara Fuchs geboren. Seit November 1928 lebte sie mit ihrem Mann Leo in einer Laube in Adlershof. Sie wurde am 5. Juni 1942 mit dem „Sondertransport“ nach Theresienstadt. Am 18. Mai 1944 wurde sie ins KZ Auschwitz verschleppt, wo sie als verschollen gilt. |
|      | Leo Fichtmann    | Albert-Einstein-Straße 15 (ehem. Kolonie an den Wiesen 237) | Lage | 2005          | Leo Fichtmann wurde am 16. August 1873 in Elbing geboren. Der ausgebildete Steinmetz war zum Zeitpunkt seiner Inhaftierung Invalide. Seit November 1928 lebte er mit seiner Frau Clara in einer Laube in Adlershof. Er wurde nach dem Anschlag der Gruppe Baum auf die Propagandaausstellung Das Sowjet-Paradies am 27. Mai 1942 in einer „Vergeltungsaktion“ mit 500 Berliner jüdischen Männern verhaftet und in das KZ Sachsenhausen gebracht, wo er am 28. Mai 1942 erschossen wurde. |
|      | Franz Kirsch     | Wassermannstraße 69 (ehem. Kronprinzenstraße 69)            | Lage | 22. Aug. 2006 | Franz Kirsch, geb. am 8. März 1901 in Berlin, war Betriebsrat bei der Firma Schering in Berlin-Adlershof, wo er sich an der illegalen Arbeit der KPD beteiligte. Er wurde 1939 verhaftet und Anfang 1941 vom Volksgerichtshof zu zwölf Jahren Zuchthaus verurteilt. Nach über vier Jahren Haft im Zuchthaus Brandenburg verstarb er am 3. Februar 1944 an Tuberkulose. |
|      | Fritz Kirsch     | Wassermannstraße 69 (ehem. Kronprinzenstraße 69)            | Lage | 22. Aug. 2006 | Fritz Kirsch, geb. am 5. März 1903 in Berlin, war Mitglied der KPD und Betriebsrat im Transformatorenwerk Oberspree sowie Bezirksverordneter in Treptow. Im Juni 1933 wurde er von der SA verhaftet und in das berüchtigte "Braune Haus" in der Friedrichstraße (heute Winckelmannstraße) in Berlin-Johannisthal gebracht und gefoltert. 1939 wurde er erneut verhaftet und ins KZ Sachsenhausen eingeliefert, wo er am 30. April 1940 ermordet wurde. Ihm zu Ehren wurde die Fritz-Kirsch-Zeile in Berlin-Oberschöneweide benannt. |
|      | Bernhard Wolff   | Freystadter Weg 66                                          |      | 16. März 2018 | |
|      | Bertha Wolff     | Freystadter Weg 66                                          |      | 16. März 2018 | |